# مارك مارتينيز (لاعب كرة قدم مواليد 1990)
مارك مارتينيز (بالإسبانية: Marc Martínez Aranda)‏ هو لاعب كرة قدم إسباني في مركز حراسة المرمى، ولد في 4 أبريل 1990 في برشلونة في إسبانيا. لعب مع ريكرياتيفو.

## وصلات خارجية
- مارك مارتينيز (لاعب كرة قدم مواليد 1990) على موقع قاعدة بيانات كرة القدم.إي يو (الإنجليزية)
- مارك مارتينيز (لاعب كرة قدم مواليد 1990) على موقع Soccerway.com (الإنجليزية)
- مارك مارتينيز (لاعب كرة قدم مواليد 1990) على موقع AS.com (الإسبانية)